# Grande Prémio Jean-Pierre Monseré
O Grande Prémio Jean-Pierre Monseré (oficialmente: Grote Prijs Jean-Pierre Monseré) é uma competição de ciclismo profissional belga de um dia  que se disputa anualmente a princípios do mês de julho. O nome da prova rende tributo ao ciclista Jean-Pierre Monseré, campeão mundial de ciclismo em estrada em 1970 quem morreu a uma idade temporã.
A primeira edição disputou-se no ano 2012 e foi ganhada pelo ciclista belga Frédéric Amorison.
Desde o ano 2017, a corrida faz parte do do UCI Europe Tour como corrida da categoria 1.1.

## Palmarés
| Ano  | Vencedor                 | Segundo              | Terceiro            |           |
| ---- | ------------------------ | -------------------- | ------------------- | --------- |
| 2012 | Frédéric Amorison        | Paavo Paajanen       | Baptiste Planckaert |           |
| 2013 | Tom Van Asbroeck         | Wouter Wippert       | Baptiste Planckaert |           |
| 2014 | Guillaume Van Keirsbulck | Mathieu van der Poel | Iljo Keisse         |           |
| 2015 | Jürgen Roelandts         | Jérôme Baugnies      | Danny van Poppel    |           |
| 2016 | Lars Boom                | Stijn Steels         | Timothy Dupont      |           |
| 2017 | Laurens Sweeck           | Roy Jans             | Jérôme Baugnies     |           |
| 2018 | André Looij              | Pierre Barbier       | Kenny Dehaes        |           |
| 2019 | cancelado                | cancelado            | cancelado           | cancelado |
| 2020 | Fabio Jakobsen           | Timothy Dupont       | Alfdan De Decker    |           |
| 2021 | Tim Merlier              | Mark Cavendish       | Timothy Dupont      |           |
| 2022 | Arnaud De Lie            | Dries De Bondt       | Hugo Hofstetter     |           |
| 2023 | Gerben Thijssen          | Caleb Ewan           | Sam Welsford        |           |
| 2024 | Jarne Van De Paar        | Timothy Dupont       | David Dekker        |           |
| 2025 | Alexys Brunel            | Stian Fredheim       | Michiel Coppens     |           |

## Palmarés por países
| País          | Vitórias |
| ------------- | -------- |
| Bélgica       | 5        |
| Países Baixos | 2        |